# Pete Loeffler
Pete Loeffler (Grayslake, Illinois; 19 de octubre de 1976) es el guitarrista y cantante de la banda de metal alternativo de Chicago; Chevelle. Su voz va de una voz melódica y suave, a una voz grande y de fuertes gritos.

## Escritura
Pete tiende a escribir letras abstractas, pero a menudo dirige hacia las ideas específicas y, a veces humorísticas. El tema titulado "Get Some" de su 3.er álbum "This Type of Thinking (Could Do Us In)" fue escrito realmente como una oda a la codicia desatada por el concurso American Idol. Esto fue anunciado por la banda en un concierto el 25 de mayo del 2007 en Buffalo, Nueva York. Pete ha dicho que "Forfeit", del álbum "Wonder What's Next", fue escrito sobre la gente muy agresiva que peleaba y hacia pleitos en concierto.
"Nos burlamos de los matones. "Forfeit" habla acerca de la situación que se presenta en los pogos: siempre hay un tipo grande y fuerte que golpea a los demás. Esta canción se burla de esas personas. Es como que sí, quiero que lo pases bien, que saltes por todos lados y que por una hora disfrutes del recital y de la música. Pero no que vayas a patear traseros. "[1]
Y "Brainiac", del álbum de 2007, "Vena Sera", es sobre el padre de un amigo de los Loeffler, que era apodado sarcasticamiente como "One Cell (una célula)", en referencia a una célula de su cerebro.
Pete también colaboró en un tema titulado "Forever in Out Hearts", con Brian McKnight, Mya, Nate Dogg, Sonny Sandoval, Jacoby Shaddix, Fefe Dobson, Ben Jelen y Ben Moody. La canción fue grabada en respuesta al tsunami de 2004 y está disponible exclusivamente en iTunes

## Equipamiento

### Guitarras
- PRS Guitarras 22's (color natural, una roja* (*la cual fue robada y luego recuperada, la canción "letter from a thieft" de su último álbum SCI-FI Crimes, está inspirada en esta anécdota).
- PRS Guitarras 24 (two gold tops, one black)
- PRS Guitarras 24 Custom Baritone (Gold top, white, y una creación propia)
- Fender Stratocaster Baritone (Guitarra para las canciones en afinación "A#")
- PRS Mike Mushok SE Baritone (Guitarra para las canciones en aficinacion "Drop B")

### Amplificadores & Gabinetes (En Vivo)
- Mesa Boogie Mark IV
- Mesa Boogie Mark V
- 3 Mesa Boogie 4x12" cabs (desde 2010)
- Marshall 1960AHW reemplazo de otro amp en 2007 cuando esta fue robada.

### Amplificadores & Gabinetes (Estudio)
- Mesa Boogie Mark IV
- Marshall JMP 100
- Marshall Super-Lead Head
- Marshall 1960TV Cabinet
- Bogner Uberschall
- Bogner Shiva
- Mesa Boogie Road King
- Mesa Boogie Roadster
- Mesa Boogie Lonestar
- Diezel VH4
- Ampeg V4
- Orange Rockerverb 100

### Púas, Pedales otro equipamiento
- MXR Phase 90
- Boss TR-2 Tremolo
- Boss GE-7 Equalizer
- Peterson Strobe Tuner
- SansAmp Tech 21 GT-2
- Prescription Electronics "The Experience"
- Line 6 DL4 (studio only)
- Aphex Punch Factory (studio only)
- Everly Strings
- In Tune GrippX.073 yellow picks